# Міжнародна річка
Міжнародна річка або прикордонна річка — річка, яка перетинає території двох або більше держав або є кордоном між ними і має судноплавне сполучення з морем. До таких річок належать Амазонка, Дніпро, Дунай, Ельба, Конго, Ла-Плата, Нігер, Одер, Рейн та інші.

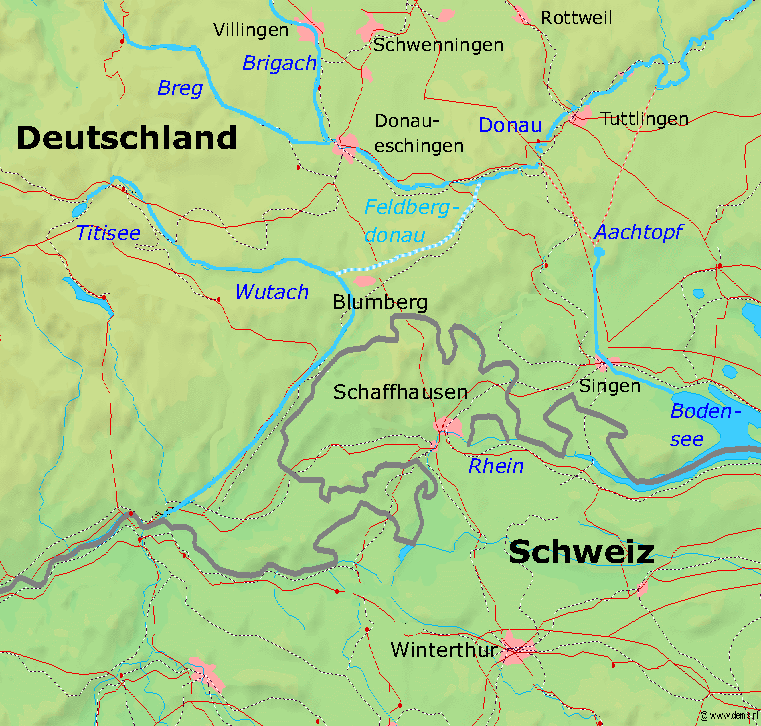
Дунай — одна з міжнародних річок

Окремі частини Міжнародних річок входять до державної території відповідної прибережної держави і перебувають під її суверенітетом. 
Міжнародно-правовий режим використання міжнародних річок встановлюється і регулюється прибережними державами на основі укладених між ними угод або норм звичаєвого права. Згідно з принципом свободи торгівлі, судноплавства на міжнародних річках, який склався у міжнародному праві ще з часів Віденського конгресу 1814—1815 рр, торгівля, навігація на таких річках є вільною і відкритою для торгів, суден і товарів усіх держав. Цей принцип підтверджений і сучасними угодами прибережних держав, наприклад Конвенцією про режим судноплавства на Дунаї 1948 р. (ст. 1) [Архівовано 25 грудня 2013 у Wayback Machine.]; Акт, що стосується судноплавства й економічного співробітництва між державами басейну річки Нігер 1963 р. [Архівовано 25 грудня 2013 у Wayback Machine.](англ.); Угода про Міжнародну комісію з охорони річки Рейн від забруднення 1963 р. [Архівовано 17 січня 2013 у Wayback Machine.](англ.); Договір про басейн річки Ла-Плата 1969 р. [Архівовано 14 травня 2013 у Wayback Machine.](англ.); Договір про співробітництво в Амазонії 1978 р. та інші. Після розпаду СРСР річка Дніпро також стала міжнародною, а тому є необхідність розробки відповідної угоди з використання цієї річки прибережними державами — Україною, Білоруссю й Росією. 
Угоди, що регламентують порядок використання міжнародних річок, ставляться до конкретних річок і не мають універсального значення. Якого-небудь акту, що кодифікує «міжнародне річкове право» поки що не існує. У 1966 році були прийняті Гельсинські правила використання вод міжнародних річок, що мають рекомендаційний характер, хоча деякі їхні положення розглядаються як відбиття міжнародного порядку, що склався у результаті тривалої практики з використання міжнародних річок. 
В 1992 під егідою Європейської економічної комісії була укладена Конвенція з охорони й використання транскордонних водотоків і міжнародних озер [Архівовано 25 грудня 2013 у Wayback Machine.]. Комісія міжнародного права ООН провела більшу роботу з узагальнення великої договірної й арбітражної практики й приступилася до завершення підготовки проекту статей, що стосуються несудохідних видів використання міжнародних водотоків.
Водночас забороняється плавання по міжнародних річках у мирний час військових суден неприбережних держав. Що ж стосується військових суден прибережних держав, то їхнє плавання дозволяється лише за домовленістю між зацікавленими державами. Для розв'язання багатьох питань, що виникають у зв'язку з навігацією по міжнародним річкам, будівництвом на них гідротехнічних споруд, підтриманням екологічної чистоти і безпеки держави — створюють спеціальні органи — комісії. 

## Україна і міжнародні річки
Україна є придунайською державою, тому для неї становить інтерес розгляд міжнародно-правового режиму однієї з найбільших міжнародних річок Європи — Дунаю. 
Паризький мирний договір 1856 року проголосив волю судноплавства по Дунаєві, визначивши, що вона не повинна піддаватися іншим обмеженням, крім установлюваних поліцейськими й карантинними правилами, і іншим зборам, крім точно передбачених у додатках до договору. З метою регулювання судноплавства по Дунаю був заснований спеціальний орган — Європейська дунайська комісія, що складалася із представників Австрії, Великої Британії, Пруссії, Росії, Сардинії, Туреччині й Франції. Як видно, недунайські держави відігравали основну роль у визначенні правового режиму річки й порядку судноплавства по ній. Як спостерігачі на сесіях Дунайської комісії були присутні представники ФРН, Європейської економічної комісії ООН, Одерской комісії.
У компетенцію Дунайської комісії входить контроль за дотриманням постанов Конвенції та різних питань забезпечення судноплавства по Дунаю. Рішення з конкретного питання комісія приймає більшістю голосів при обов'язковій згоді держави, якої це рішення безпосередньо стосується. Місцеперебування Дунайської комісії — Будапешт (Угорщина).
На основі положень Конвенції 1948 року була заснована спеціальна річкова адміністрація, що здійснює регулювання судноплавства й проведення гідротехнічних робіт у пониззі Дунаю. Створено й діють інші спеціальні органи. 
Надалі неприбережні держави спробували підсилити свій вплив. По положеннях мирних договорів 1919 і 1920 рр. з Німеччиною, Австрією, Болгарією й Угорщиною та відповідно до розробленого на їхній основі Конвенцією про режим Дунаю 1921 року керування Дунаєм у його нижньому плині між Чорним морем і Браїлою здійснювалося Європейською дунайською комісією у складі представників Великої Британії, Італії, Румунії та Франції, а керування судноплавством по Дунаю від Браїли до Ульма доручалося Міжнародній дунайській комісії, до складу якої входили представники Австрії, Баварії, Болгарії, Великої Британії, Угорщини, Вюртембергу, Італії, Румунії, Франції і Югославії. 
Україна бере активну участь у роботі Дунайської комісії, до складу якої входять представники всіх придунайських держав. Україна є також учасницею Конвенції про режим судноплавства на Дунаї 1948 року.